# 巴倫地區

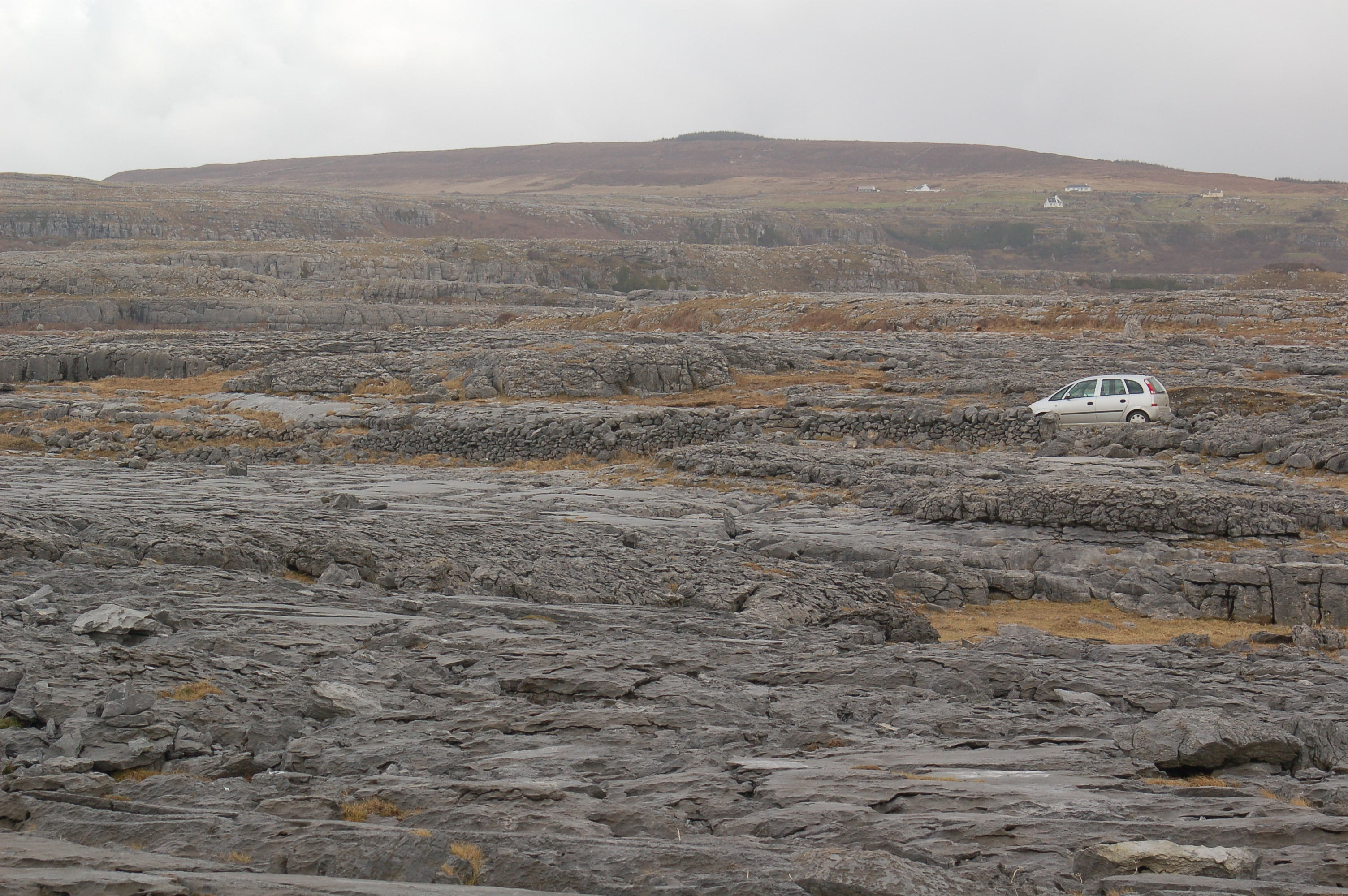
巴倫國家公園

巴倫地區（英語：The Burren）是位於愛爾蘭共和國克萊爾郡的一處喀斯特地形地區。 在愛爾蘭語中，巴倫的意思是大岩石。巴倫地區面積約250平方公里，幾乎呈圓形，屬於巴倫國家公園，內有數座村莊。巴倫國家公園內有眾多考古學的遺跡。巴倫也以洞窟探險而聞名。此外巴倫還在愛爾蘭音樂史上佔有一席之地。
巴伦国家公园（Burren National Park）覆盖了巴伦（Burren）的一小部分，是爱尔兰八个国家公园中最小的一个，而邻近的领土，包括莫赫悬崖（Cliffs of Moher），则被纳入巴伦和莫赫悬崖地质公园（Burren and Cliffs of Moher Geopark）。

## 位置
巴伦地区通常不包括西南部的克莱尔页岩区域，但该区域的确切范围没有明确定义，从地质学上讲，它确实延伸到北部和东北部的戈尔韦县。金瓦拉（Kinvara）周围的戈尔韦郡（County Galway）的东南部地区通常包括在内，是许多巴伦（Burren）组织的基地。 巴伦以大西洋和戈尔韦湾为界，阿兰群岛代表了构成巴伦大部分的石灰岩山的地质延伸。

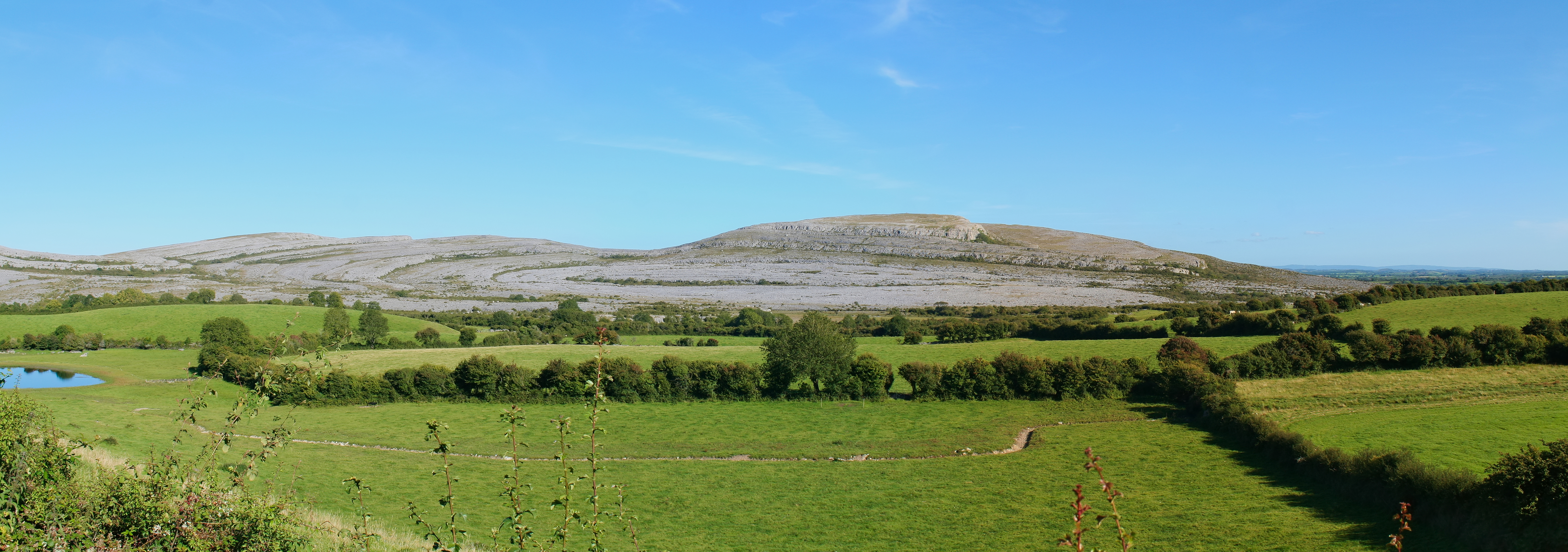
巴伦地区与周围景观形成鲜明对比

巴伦向南延伸到从沿海度假胜地拉欣奇到科罗芬的一条线，并在东部大致由一条从 Kinvara 到戈特附近的 Kilmacduagh 修道院的线划定。请注意，从字面上看，这将包括像 Ennistymon 镇和 Cliffs of Moher 这样的地方，这些地方通常被认为是 Burren 的邻居。在另一个定义中，以农业为重点的“Burren 计划”将该地区定义为延伸到戈特平原，包括库尔公园及其周围的 turloughs，而向南则延伸到 Ruan 和 Crusheen，在西南延伸到 Doolin 的边缘，以及常规的 Lisdoonvarna， 基尔费诺拉和科罗芬。

## 更多阅读
- McCarthy, P.M. and Mitchell, M.E. 1988. Lichens of the Burren Hills and the Aran Islands.  Galway. Officina Typographica.

1. ^  BBC: The Flowers of the Burren, County Clare, Ireland
2. ^  A similar quote "The Burren affordeth not a piece of timber sufficient to hang a man, water in any one place to drown a man, or earth enough in any one part to bury him." can be found in "The Journal of Thomas Dineley", 1681, in the National Library of Ireland. Extracts from his journal, including his account of the Clare section of his journey, were published in the Journal of the Royal Society of Antiquaries, 6 (1867). These appear in an online in "The History and Topography of the County of Clare" by James Frost Part II. History of Thomond Chapter 28 Barony of Burren （页面存档备份，存于）

53°03′N 9°06′W / 53.050°N 9.100°W